# 1976
| 1976                                                         |
| ------------------------------------------------------------ |
| Dødsfald - Fødsler                                           |
| • Begivenheder • Film • Litteratur • Musik • Politik • Sport |

| Gregoriansk kalender | 1976 MCMLXXVI           |
| Ab urbe condita      | 2729                    |
| Armensk kalender     | 1425 ԹՎ ՌՆԻԵ            |
| Kinesiske kalender   | 4672 – 4673 乙卯 – 丙辰 |
| Etiopisk kalender    | 1968 – 1969             |
| Jødisk kalender      | 5736 – 5737             |
| Hindukalendere       |                         |
| - Vikram Samvat      | 2031 – 2032             |
| - Shaka Samvat       | 1898 – 1899             |
| - Kali Yuga          | 5077 – 5078             |
| Iransk kalender      | 1354 – 1355             |
| Islamisk kalender    | 1396 – 1397             |

Danmark havde den socialdemokratiske regering Anker Jørgensen II.
Regerende dronning i Danmark: Margrethe 2. 1972-2024
Se også 1976 (tal)

## Begivenheder
- Militærjuntaen overtager magten i Argentina.
- I Lund engagerer indflydelsesrige kulturpersoner sig imod en gentagelse af jubelfesten i 1926 på årsdagen for slaget ved Lund, og får ved hjælp af Foreningen Norden held til at afværge en allerede fastsat plan for det "svenske jubilæum".
- Den første laserprinter introduceres af IBM – the IBM 3800.
- Cray-1, den første kommercielt udviklet supercomputer, opfindes af Seymour Cray
- Danmark oplever en lang tør og varm sommer.

### Januar
- 3. januar – en stormflod i Sønderjylland under en orkan gjorde det nødvendigt at evakuere 20.000 mennesker på Tønder- og Ribeegnen efter katastrofealarm. I Nordjylland blæser en kraftig storm fra øst og sydøst flere højspændingsmaster omkuld og efterlader mange husstande uden strøm i dagevis
- 5. januar - Cambodja bliver omdøbt til Demokratiske Kampuchea af De Røde Khmerer
- 13. januar – Forsvarsminister Orla Møller fastslår, at Christiania skal lukkes senest den 1. april samme år.
- 20. januar – under massakren i Damur dræber palæstinensiske PLO militsfolk mellem 300 og 500+ kristne libanesere
- 22. januar - historiens største bankrøveri bliver begået af en guerillastyrke i Libanons hovedstad Beirut, som røver omkring 50 millioner US dollars fra en bank. I ly af de kaotiske forhold i den krigshærgede by sprænger guerillastyrken sig adgang til British Banks Mellemøsten-filial og fjerner værdier fra bankboksene

### Marts
- 12. marts - Sveriges kong Carl 16. Gustav forloves med frøken Sylvia Sommerlath
- 16. marts - Labours leder Harold Wilson trækker sig tilbage som premierminister i Storbritannien
- 19. marts - Separationen af Lord Snowdon og Prinsesse Margaret bekendtgøres
- 24. marts - den argentinske præsident Isabel Perón, som overtog embedet efter sin afdøde mand
- 27. marts - i Argentina tager militæret magten ved et kup

### Februar
- 4. februar - ved et jordskælv i Mellemamerika omkommer mere end 22.000 mennesker i Honduras og Guatemala
- 24. februar – Cubas nuværende forfatning vedtages.

### April
- 1. april – Apple Computer skabes af Steve Jobs og Steve Wozniak.
- 1. april - Bistandsloven træder i kraft i Danmark.
- 2. april - Prins Norodom Sihanouk trækker sig fra posten som Cambodjas leder og sættes i husarrest
- 4. april - Fyrst Sihanouk abdicerer som leder af Cambodia og bliver arresteret af Khmer Rouge
- 21. april - filminstruktøren Ingmar Bergman forlader Sverige i protest mod skattelovgivningen
- 25. april – Portugals nye forfatning vedtages.

### Maj
- 11. maj – Præsident Gerald Ford underskriver Federal Election Campaign Act.
- 16. maj - på et stormfuldt SF-landsmøde udskiftes store dele af hovedbestyrelsen, bl.a. bliver Morten Lange og Sigurd Ømann ikke genvalgt
- 24. maj - Concorde flyver for første gang mellem London/Paris og Washington D.C.

### Juni
- 3. juni - Bolivias tidligere præsident Juan Jose Torres findes myrdet i Argentina
- 6. juni – Soweto-urolighederne i Sydafrika markerer begyndelsen af enden for apartheid i Sydafrika
- 11. juni - Danmarks første café, Café Sommersko, åbner i Kronprinsensgade, København
- 16. juni – Massakren i Soweto - en fredelig demonstration med 15.000 studerende i Soweto i Sydafrika ender i et blodbad, da politiet skyder ind i mængden og dræber 566 mennesker
- 23. juni - den radikale leder Hilmar Baunsgaard meddeler, at han forlader politik ved næste valg. Han peger på Niels Helveg Petersen som sin efterfølger
- 27. juni - Terrorister fra PLO kaprer et Air France fly med 257 passagerer og tvinger flyet til landing i Entebbe lufthavn i Uganda

### Juli
- 2. juli – Nordvietnam og Sydvietnam samles i den vietnamesiske socialistiske republik.
- 3. juli – USA's højesteret meddeler at dødsstraffen i sig selv ikke er ond og at dødsstraffen er en forfatningsmæssig acceptabel form for straf.
- 4. juli – USA fejrer 200 år. Jubilæet fejres også i Rebild, men da dronning Margrethe II taler, bliver festlighederne afbrudt af teatergruppen Solvognen, der udklædt som indianere forsøger at gøre opmærksomme på den ulige behandling af mindretalsgrupper i USA.
- 4. juli – Israelske elitesoldater angriber Ugandas Entebbe-lufthavn og befrier over 100 gidsler under Operation Entebbe.
- 10. juli - Ved Sevesoulykken i den norditalienske by Seveso bliver lokalbefolkningen udsat for forurening med flere kilo dioxin som følge af en industriulykke
- 18. juli - Nadia Comăneci opnår et perfekt 10-tal ved OL i Montreal som den første gymnast i de Olympiske leges historie
- 20. juli – Viking 1 lander på Mars.

### August
- 4. august - 10.000 demonstranter fra Soweto beskydes af politiet, som dræber tre og sårer ni
- 4. august – det første udbrud af legionærsyge dræber 29 ved den amerikanske legions konvent i Philadelphia
- 17. august - på Filippinerne omkommer mere end 6.000 mennesker under et jordskælv
- 21. august - syd for Anholt lokaliserer den jyske dykker Aage Jensen ("Dykker-Aage") vraget af den tyske ubåd U-534, som blev sænket af engelske bombefly 5. maj 1945
- 28. august - Lockheed C-141Aforulykker ved indflyvning til Søndre Strømfjord, kun fire af de 27 i flyet overlever.

### September
- 3. september – Viking 2 lander på Mars.
- 6. september - en sovjetisk pilot lander sit Mikojan-Gurevitj MiG-25-jagerfly i Hakodate i Japan og søger politisk asyl i USA
- 11. september - Dagbladet Børsens chefredaktør Uffe Ellemann Jensen fratræder
- 17. september – Rumfærgen Enterprise opsendes
- 19. september - Sverige afholder Riksdagsvalg til Rigsdagen
- 21. september – Seychellerne tilslutter sig FN
- 24. september - Rhodesia accepterer amerikansk og engelsk plan for flertalsstyre

### Oktober
- 1. oktober - Gunnar "Nu" Hansen forlader Danmarks Radio efter 41 år
- 6. oktober - den nyvalgte kinesiske leder Hua Guofeng beordrer arrestationen af firebanden og afslutter dermed kulturrevolutionen
- 9. oktober - den 60-årige Hua Guofeng vælges som Kinas nye leder efter formand Maos død
- 10. oktober - den 98-årige græker Dimitrion Yordanis fuldfører Athen Marathon i tiden 7 timer og 33 minutter. Han er den ældste marathonløber nogensinde
- 11. oktober - Karen Andersen fra Vorbasse bliver Thailands førstedame, da hendes mand professor og tidligere højesteretsdommer Thanin Kraivixien udnævnes til landets nye ministerpræsident. Han bliver afsat i oktober det følgende år til fordel for en general.
- 12. oktober – Mao Zedongs enke, Jiang Qing, bliver arresteret sammen med 40 andre, anklaget for sammensværgelse. Samtidig udnævnes Hua Guofeng til ny formand for Kinas kommunistiske parti
- 27. oktober - en argentinsk forbundsdomstol rejser anklage mod forhenværende præsident Isabel Perón for at forgribe sig på offentlige midler

### November
- 1. november - den danske myndighedsalder bliver nedsat fra 20 til 18 år
- 2. november – Jimmy Carter besejrer Gerald Ford i det amerikanske præsidentvalg
- 12. november - 25.000 atomkraftmodstandere, som forsøger at storme Brockdorfværket i Nordtyskland, slås tilbage af politistyrker

### December
- 1. december – Angola tilslutter sig FN
- 15. december – Samoa tilslutter sig FN
- 31. december - 13 mænd bjærges af en helikopter efter at have drevet omkring i en storm på boreplatformen Mærsk Explorer

## Født

### Januar
- 9. januar - Svitlana Azarova, ukrainsk/hollandsk komponist.
- 13. januar – Michael Peña, amerikansk skuespiller
- 26. januar - Søren Christensen, dansk chefredaktør (død 2020).
- 28. januar - Rick Ross, amerikansk rapper.

### Februar
- 1. februar – Katrín Jakobsdóttir, islandsk politiker.
- 3. februar – Isla Fisher, australsk skuespillerinde.
- 10. februar – Elisabeth Jansson, svensk mezzo-sopran.
- 23. februar – Palle Lykke Ravn, dansk forfatter.
- 23. februar – Kelly Macdonald, skotsk skuespillerinde.

### Marts
- 8. marts – Freddie Prinze Jr, amerikansk skuespiller.
- 14. marts – Daniel Gillies, canadiskfødt newzealandsk skuespiller
- 20. marts – Chester Bennington, forsanger i amerikanske Linkin Park (død 2017).
- 22. marts – Reese Witherspoon, amerikansk skuespillerinde.
- 24. marts – Peyton Manning, amerikansk fodboldspiller (QB for Colts).
- 26. marts – Amy Smart, amerikansk skuespillerinde.
- 30. marts – Troels Lund Poulsen, dansk politiker.

### April
- 5. april – Henrik Stenson, svensk golfspiller.
- 13. april – Glenn Howerton, amerikansk skuespiller.
- 27. april – Sally Hawkins, engelsk skuespillerinde.

### Maj
- 2. maj – Daniel Alcántar, mexicansk fodboldspiller.
- 25. maj – Cillian Murphy, irsk skuespiller.
- 31. maj – Colin Farrell, irsk skuespiller.

### Juni
- 4. juni – Aleksej Navalnyj, russisk politisk aktivist (død 2024).
- 6. juni – Kira Skov, dansk sangerinde.
- 12. juni – Thomas Sørensen, dansk fodboldspiller.
- 17. juni – Scott Adkins, engelsk skuespiller.
- 20. juni – Juliano Belletti, brasiliansk fodboldspiller.
- 23. juni – Paola Suárez, argentinsk tennisspiller.
- 26. juni – Aleksandr Zakhartjenko, pro-russisk ukrainsk oprørsleder (død 2018).

### Juli
- 1. juli – Patrick Kluivert, hollandsk fodboldspiller.
- 1. juli – Rigobert Song, camerounsk fodboldspiller.
- 1. juli – Ruud van Nistelrooy, hollandsk fodboldspiller.
- 1. juli – Andrea Elisabeth Rudolph, dansk tv-vært.
- 5. juli – Nuno Gomes, portugisisk fodboldspiller.
- 7. juli – Bérénice Bejo, argentinsk-fransk skuespillerinde.
- 10. juli – Adrian Grenier, amerikansk skuespiller.
- 13. juli – Mikkel Arndt, dansk skuespiller.
- 15. juli – Diane Kruger, tysk skuespillerinde.
- 19. juli – Benedict Cumberbatch, engelsk skuespiller.
- 23. juli – Judit Polgar, en af de historisk bedste kvindelige skakspillere.
- 23. juli – Mads Korsbjerg, dansk Squash Spiller.
- 26. juli - Elias Eliot, dansk radio og podcastvært
- 28. juli – Rasmus Bjerg, dansk skuespiller og sanger.

### August
- 1. august – Søren Jochumsen, dansk fodboldspiller.
- 2. august - Sam Worthington, australsk skuespiller
- 8. august – Sisse Fisker, dansk studievært.
- 12. august – Lina Rafn, dansk sangerinde.
- 18. august - Daphnée Duplaix Samuel, amerikansk skuespiller og model.
- 23. august - Scott Caan, amerikansk skuespiller.
- 24. august - Alex O'Loughlin, australsk skuespiller.
- 25. august – Alexander Skarsgård, svensk skuespiller og instruktør
- 29. august – Jon Dahl Tomasson, dansk fodboldspiller.

### September
- 6. september – Naomie Harris, britisk skuespillerinde.
- 18. september – Ronaldo, brasiliansk fodboldspiller.
- 20. september – Jon Bernthal, amerikansk skuespiller
- 21. september – Jonas Bjerre, forsanger i det danske band Mew.
- 25. september – Chiara Siracusa, maltesisk sangerinde.
- 25. september – Santigold, amerikansk sangerinde.
- 28. september – Fjodor Jemeljanenko, russisk sværvægter.

### Oktober
- 3. oktober – Seann William Scott, amerikansk skuespiller
- 4. oktober – Alicia Silverstone, amerikansk skuespillerinde
- 11. oktober – Emily Deschanel, amerikansk skuespillerinde.
- 20. oktober – Dan Fogler, amerikansk skuespiller.
- 21. oktober – Andrew Scott, irsk skuespiller
- 23. oktober – Ryan Reynolds, canadisk skuespiller.
- 31. oktober – Piper Perabo, amerikansk skuespillerinde.

### November
- 7. november - Rob Caggiano, amerikansk guitarist i heavy metalbandet Volbeat og tidligere i Anthrax.
- 29. november – Anna Faris, amerikansk skuespiller
- 29. november – Chadwick Boseman, amerikansk skuespiller og manuskriptforfatter (død 2020).

### December
- 5. december – Amy Acker, amerikansk skuespillerinde.
- 6. december – Lindsay Price, amerikansk skuespillerinde og sangerinde.
- 8. december – Dominic Monaghan, engelsk skuespiller.
- 14. december – Peter Gade, dansk badmintonspiller.
- 25. december – Armin van Buuren, hollandsk tranceproducer og DJ.
- 28. december – Joe Manganiello, amerikansk skuespiller.

## Dødsfald

### Januar
- 1. januar – Elisabeth Hude, dansk litteraturhistoriker (født 1894).
- 8. januar – Zhou Enlai, kinesiske premierminister (født 1898). – kræft.
- 10. januar – Howlin' Wolf, amerikansk blues-musiker (født 1910).
- 12. januar – Agatha Christie, engelsk forfatter (født 1890).
- 20. januar – Aksel Stevnsborg, dansk skuespiller (født 1896).
- 23. januar – Paul Robeson, amerikansk skuespiller, sanger, forfatter og borgerrettighedsforkæmper (født 1898).
- 26. januar – Kaj Bundvad, dansk politiker (født 1904).
- 30. januar – Mance Lipscomb, amerikansk sanger (født 1895).
- 31. januar – Evert Taube, svensk visesanger (født 1890).

### Februar
- 1. februar – Hans Richter, tysk kunstner (født 1888).
- 1. februar – Werner Heisenberg, tysk fysiker (født 1901).
- 11. februar – Lee J. Cobb, amerikansk skuespiller (født 1911).
- 11. februar – Charlie Naughton, skotsk skuespiller (født 1886).
- 14. februar – Paul René Gauguin, dansk/norsk kunstner (født 1911).
- 19. februar – Christen Ostenfeld, dansk ingeniør og entreprenør (født 1900).
- 20. februar – Thomas Havning, kgl. dansk bygningsinspektør og arkitekt (født 1891).
- 22. februar – J. Chr. Jensen-Broby, dansk politiker og landmand (født 1888).
- 22. februar – Florence Ballard, amerikansk sanger (født 1943).

### Marts
- 1. marts – Else-Merete Ross, dansk lærer, rektor og politiker (født 1903).
- 7. marts – Tove Ditlevsen, dansk digter og forfatter (født 1917).
- 17. marts – Luchino Visconti, italiensk teater- og filminstruktør (født 1906).
- 19. marts – Paul Kossoff, engelsk rockguitarist (født 1950).
- 24. marts – Bernard Montgomery, britisk general (født 1887).
- 24. marts – Ernest Howard Shepard, engelsk billedkunstner og illustrator (født 1879).
- 31. marts – Paul Strand, amerikansk fotograf (født 1890).

### April
- 1. april – Max Ernst, tysk maler, grafiker og skulpturmager (født 1891).
- 5. april – Howard Hughes, amerikansk flypioner, filminstruktør og milliardær (født 1905).
- 15. april – Else Fischer, dansk forfatter og journalist (født 1923).
- 16. april – Georg Georgsen, dansk havearkitekt (født 1893).
- 17. april – Henrik Dam, dansk biokemiker (født 1895).
- 25. april – Carol Reed, engelsk filminstruktør (født 1906).
- 25. april – Markus Reiner, israelsk videnskabsmand (født 1886).

### Maj
- 9. maj – Ulrike Meinhof, tysk terrorist (RAF) (født 1934). – selvmord
- 11. maj – Alvar Aalto, finsk arkitekt og designer (født 1898).
- 12. maj – Kaj Gottlob, dansk arkitekt (født 1887).
- 12. maj – Rudolf Kempe, tysk dirigent (født 1910).
- 26. maj – Martin Heidegger, tysk filosof (født 1889).

### Juni
- 3. juni – Viggo Kampmann, dansk statsminister (født 1910).
- 6. Juni – John Paul Getty, amerikansk multimillionær og oliemagnat (født 1892).
- 10. juni – Adolph Zukor, ungarsk-amerikansk filmproducer (født 1873).
- 14. juni – Arveprins Knud, dansk arveprins (født 1900).
- 24. juni – Hakon Holm, dansk forfatter (født 1906).
- 28. juni – Stig Lommer, dansk teaterdirektør (født 1907).

### Juli
- 5. juli - N.J. Haustrup, dansk fabrikant (født 1892).
- 22. juli – Hakon Stangerup, dansk forfatter (født 1908).

### August
- 2. august – Fritz Lang, østrigsk-amerikansk filminstruktør og manuskriptforfatter (født 1890).
- 14. august – Egon Mathiesen, dansk maler (født 1907).
- 22. august – Juscelino Kubitschek, brasiliansk præsident (født 1902).
- 25. august – Eyvind Johnson, svensk forfatter (født 1900).
- 26. august – Monna Schoubye, kgl. dansk operasanger (født 1907).

### September
- 5. september – Lilly Lamprecht, kgl. dansk operasanger (født 1887).
- 9. september – Mao Zedong, kinesisk formand (født 1893).
- 10. september – Dalton Trumbo, amerikansk manuskriptforfatter (født 1905).
- 21. september – Nils Middelboe, dansk fodboldspiller (født 1887).
- 21. september – Orlando Letelier snigmyrdes i Washington D.C. af agenter fra Chiles diktator Augusto Pinochet (født 1932).
- 30. september – Aage Fønss, dansk skuespiller og operasanger (født 1887).

### Oktober
- 5. oktober – Lars Onsager, norsk-amerikansk videnskabsmand og nobelprismodtager (født 1903).
- 12. oktober – José Rozo Contreras, colombiansk komponist (født 1894).
- 14. oktober – Bøje Benzon, dansk farmaceut, fabrikant og fondsstifter (født 1891).
- 14. oktober – Edith Evans, engelsk skuespiller (født 1888).
- 25. oktober – Raymond Queneau, fransk romanforfatter (født 1903).

### November
- 5. november – Christian Bartholdy, dansk præst, oversætter og missionsformand (født 1889).
- 9. november – Carl Martin Hermansen, dansk politiker (født 1897).
- 11. november – Eigil Reimers, dansk skuespiller (født 1904).
- 12. november – Walter Piston, amerikansk komponist (født 1894).
- 15. november – Jean Gabin, fransk skuespiller (født 1904).
- 22. november - Frankie Carbo, amerikansk lejemorder og boksepromotor (født 1904)
- 23. november – André Malraux, fransk forfatter og politiker (født 1901).
- 30. november – Fritz Rasp, tysk skuespiller (født 1891).

### December
- 4. december – Benjamin Britten, engelsk komponist (født 1913).
- 4. december – Poul Ekelund, dansk maler og grafiker (født 1921).
- 15. december – Knud Schrøder, dansk skuespiller (født 1903).
- 19. december – Jens Smørum, dansk politiker (født 1891).
- 31. december – Sándor Bortnyik, ungarsk maler og grafiker (født 1893).

## Sport
- 18. januar – Super Bowl X Pittsburgh Steelers (21) vinder over Dallas Cowboys (17)
- 11. maj - Før første gang siden 1937 vinder det danske fodboldlandshold over Sverige på udebane, da holdet på Nya Ullevi vinder 2-1.
- 3. juli - uden at afgive et sæt i hele turneringen vinder den 20-årige svensker Björn Borg for første gang Wimbledon-mesterskabet i herresingle
- 17. juli – afholdelse af åbningsceremoni ved De Olympiske Lege i Montreal i Canada
- 19. juli - ved OL i Montreal i Canada vinder det danske 100 km hold i cykling bronze. Holdet består af Verner Blaudzun, Jørgen Emil Hansen, Jørn Lund og Gert Frank
- 1. august – Racerkøreren Niki Lauda kører galt under det  tyske Formel 1 Grand Prix på Nürburgring. Lauda er tæt på at omkomme, men overlever
- 31. oktober - i Stockholm vinder det danske fodboldlandshold 2-0 over Sverige.
- 19. november – Mellemvægteren Poul Knudsen bliver slået ud i 7. omgang af italieneren Germano Valsecchi i EM-kampen afholdt i Randers Hallen.
- Esbjerg fB bliver pokalmestre i fodbold med en sejr på 2-1 over Holbæk B&I.
- B 1903 bliver dansk mester i fodbold.

## Musik
- 27. januar Supertramp spillede numre fra Crime of the Century i Tivolis koncertsal.

- 3. april – Storbritannien vinder årets udgave af Eurovision Song Contest, som blev afholdt i Haag, Holland, med sangen "Save Your Kisses for Me" af Brotherhood of Man

- Shu-bi-dua udsender deres 3. LP Shu-bi-dua 3, der blandt andet indeholder nummeret "Hvalborg"

## Nobelprisen
- Fysik – Burton Richter, Samuel Chao Chung Ting
- Kemi – William N. Lipscomb
- Medicin – Baruch S. Blumberg, D. Carleton Gajdusek
- Litteratur – Saul Bellow
- Fred – Betty Williams og Mairead Corrigan
- Økonomi – Milton Friedman